# Piet Kluit
Pieter (Piet) Kluit (Haarlem, 14 maart 1920 – 25 september 1971) was een voormalig Nederlands voetballer en voetbaltrainer. Hij werd in 1946 met HFC Haarlem landskampioen. Hij trainde de Nederlandse voetbalclubs EDO, Stormvogels, opnieuw EDO, ZFC en 't Gooi.